# Stowe, Shropshire
Stowe är en civil parish i Storbritannien.   Den ligger i grevskapet Shropshire i riksdelen England, i den södra delen av landet, 220 km väster om huvudstaden London.